# 马恩河畔托里尼
马恩河畔托里尼（法語：Thorigny-sur-Marne，法語發音：[tɔʁiɲi syʁ maʁn] ⓘ），简称托里尼，是法国塞纳-马恩省的一个市镇，位于该省西北部，马恩河右岸，属于托尔西区。

## 地理
马恩河畔托里尼（48°53'5"N, 2°42'42"E）面积5.17 平方千米，位于法国法蘭西島大區塞纳-马恩省，该省份为法国北部内陆省份，北起瓦兹省，西接埃松省、马恩河谷省、塞纳-圣但尼省和瓦兹河谷省，南至卢瓦雷省，东南接约讷省，东临马恩省和奥布省，东北接埃纳省。
与马恩河畔托里尼接壤的市镇（或旧市镇、城区）包括：马恩河畔阿内、卡尔讷坦、当马尔、马恩河畔拉尼、蓬波讷。

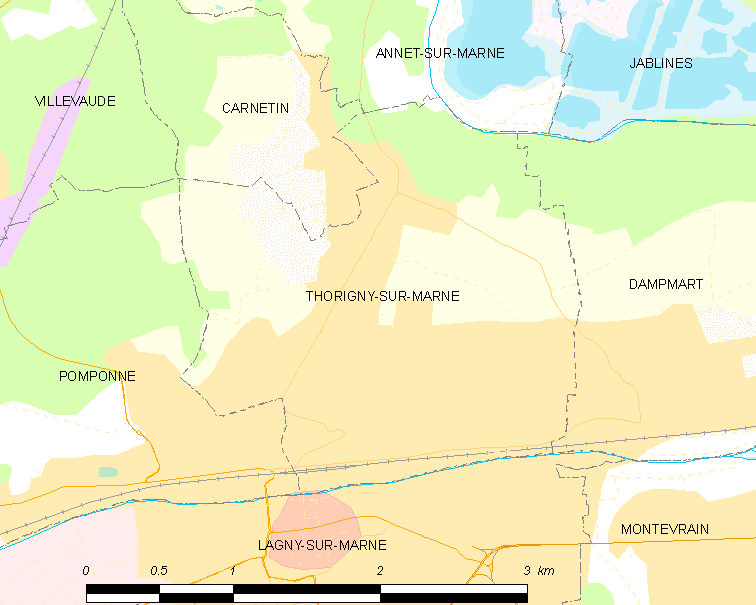
马恩河畔托里尼的OSM定位图

马恩河畔托里尼的时区为UTC+01:00、UTC+02:00（夏令时）。

## 行政
马恩河畔托里尼的邮政编码为77400，INSEE市镇编码为77464。

## 政治
马恩河畔托里尼所属的省级选区为马恩河畔拉尼县。现任马恩河畔托里尼市长为曼努埃尔·路易斯·达席尔瓦（Manuel Luis Da Silva）先生，任期为2020-2026年。

## 交通
塞纳-马恩省省道D105A线、D105B线和D418线经过马恩河畔托里尼境内。
拉尼-托里尼站位于境内，是法兰西岛郊区铁路P线上的一个车站。

## 人口

1962-2008年间马恩河畔托里尼人口变化图示

马恩河畔托里尼于2022年1月1日时的人口数量为10405人。

## 友好城市
德国多瑙河畔埃爾巴赫